# Conor Hazard
Pour les articles homonymes, voir Hazard.
Conor Hazard, né le 5 mars 1998 à Downpatrick, est un footballeur international nord-irlandais, qui évolue au poste de gardien de but au sein du club du Plymouth Argyle.

## Biographie

### En club
Le 21 janvier 2018, il est prêté à Falkirk.
Le 19 janvier 2022, il est prêté à HJK Helsinki.

### En équipe nationale
Il reçoit sa première sélection en équipe d'Irlande du Nord le 3 juin 2018, en amical contre le Costa Rica (défaite 3-0 à San José).

## Palmarès

### En club
- Celtic
  - Coupe d'Écosse : 2020